# Kurhaus Göggingen

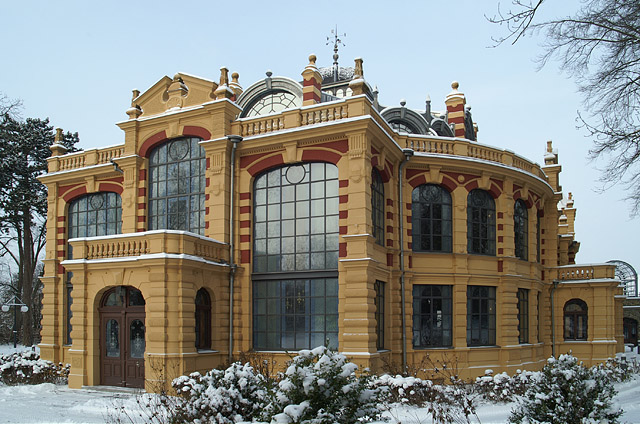
Das Parktheater im Kurhaustheater Göggingen (Aufnahme Dezember 2005)

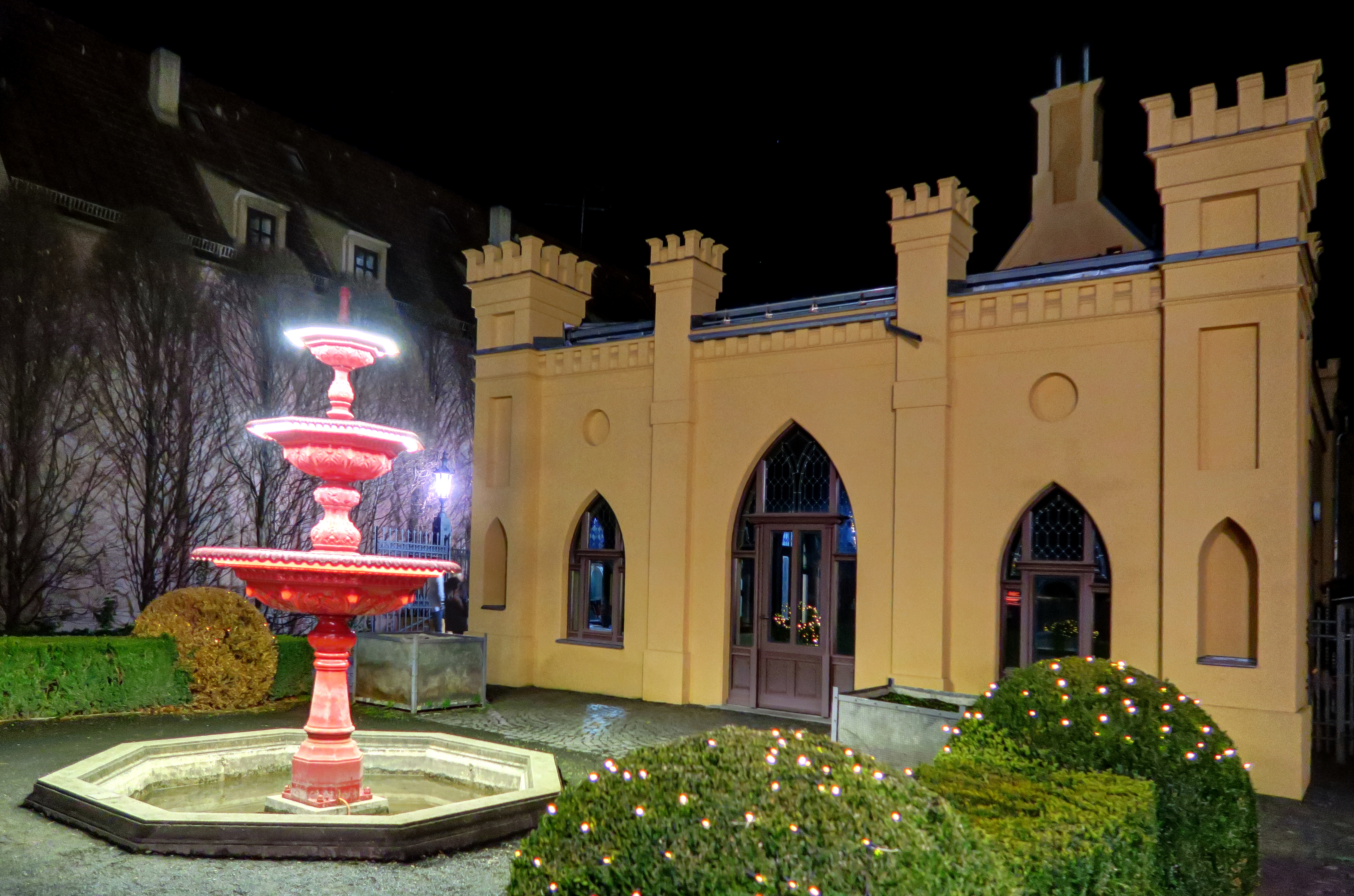
Brunnenanlage im Vorhof

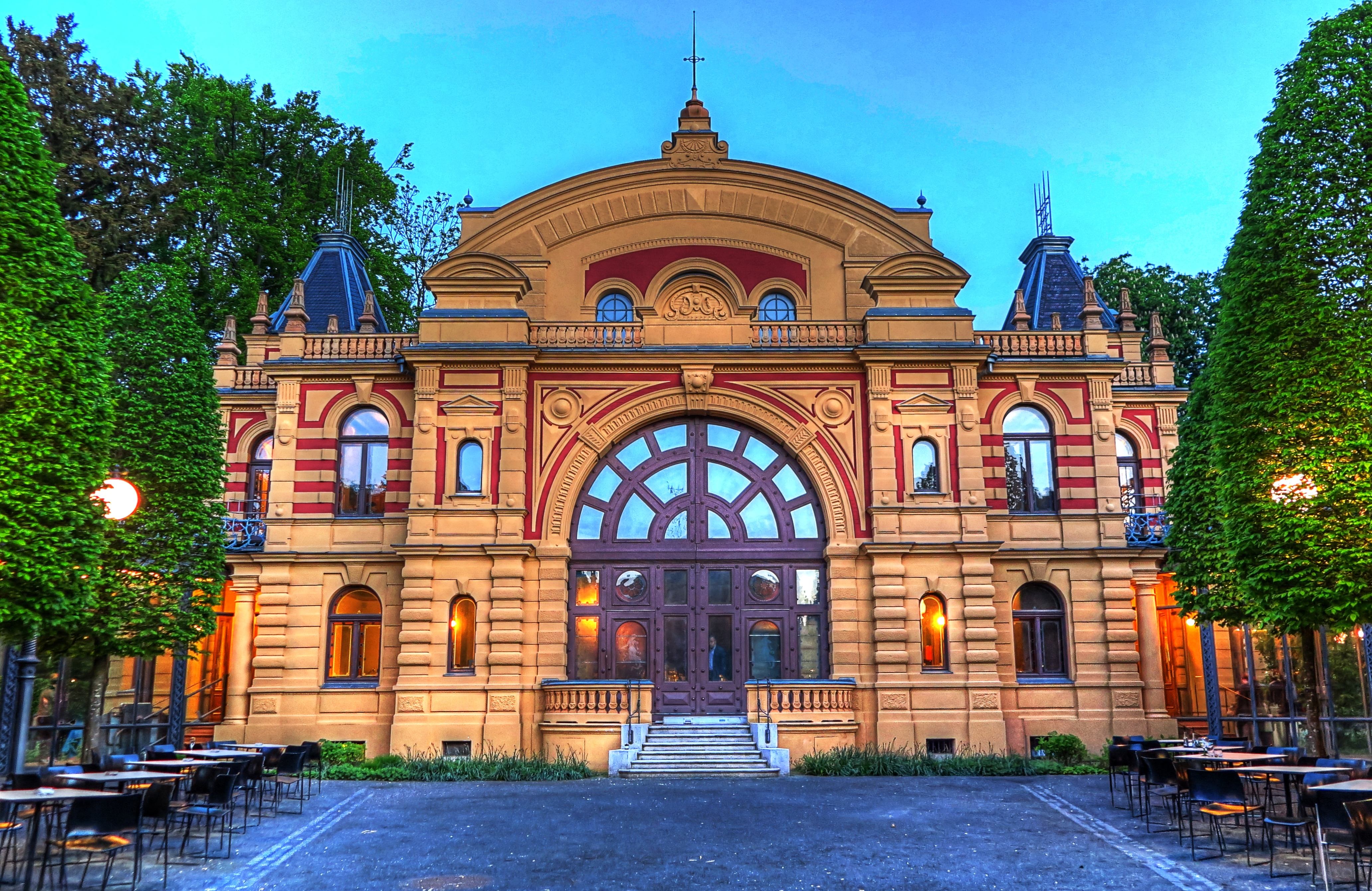
Innenhof des Parktheaters im Kurhaustheater Göggingen (Aufnahme 2015)

Das Kurhaustheater Göggingen, im Volksmund Kurhaus genannt, wurde im Auftrag von Hofrat Friedrich Hessing vom Architekten Jean Keller entworfen und 1885–1886 in Augsburg-Göggingen gebaut. Es ist das einzige erhaltene Multifunktionstheater in Glas- und Gusseisenkonstruktion aus der Gründerzeit.

## Konzept
Das Kurhaustheater wurde als Ergänzung zur „Hessing’schen Ökonomie- und Heilanstalt“ (heute: Hessing-Kliniken) konzipiert und geht auf englische Vorbilder des Pleasure Gardens zurück. Im 19. Jahrhundert waren bereits mehrere dieser Vergnügungseinrichtungen in den Großstädten und Kurorten Europas entstanden. Sie bestanden zumeist aus einem Wintergarten inmitten einer Parkanlage. Die Auslegung dieser Einrichtungen sah eine multifunktionale Nutzung als Wintergarten, Tanzsaal und Theater vor. Das Kurhaustheater in Göggingen sollte dabei als Ergänzung zum Augsburger Stadttheater ein Veranstaltungsort für ein überregionales Publikum sein. Es übertraf den damaligen Standard bezüglich Aussehen und Funktionalität. Auch bei der technischen Ausstattung wurden mit einem hydraulischen Bühnenboden, einer Warmluftheizung und einer elektrischen Beleuchtung neue Maßstäbe gesetzt.
In Friedrich Hessings Heilungskonzept spielte das Kurhaustheater eine große Rolle. Das Theater sollte ein Ort der Entspannung sein, der die psychische Regeneration seiner Patienten unterstützt. Die nebenan gelegene, zur Straße ausgerichtete und längst abgerissene bzw. umgenutzte Milchkuranstalt, das eigentliche Kurhaus, diente ergänzend der physischen Stärkung.

## Architektur und Beschreibung

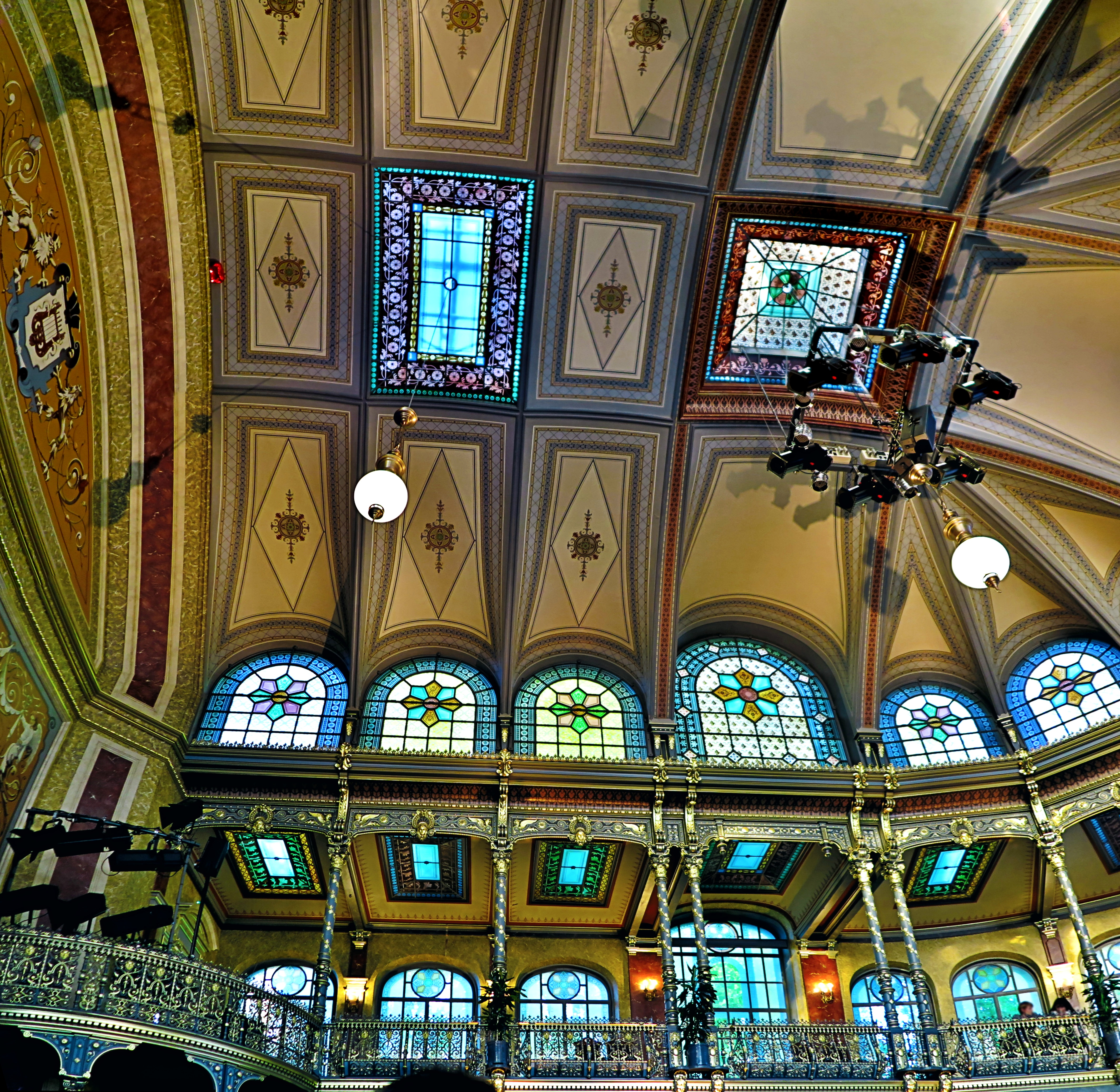
Veranstaltungssaal im Innern mit Fenstern und Oberlichtern (Aufnahme 2015)

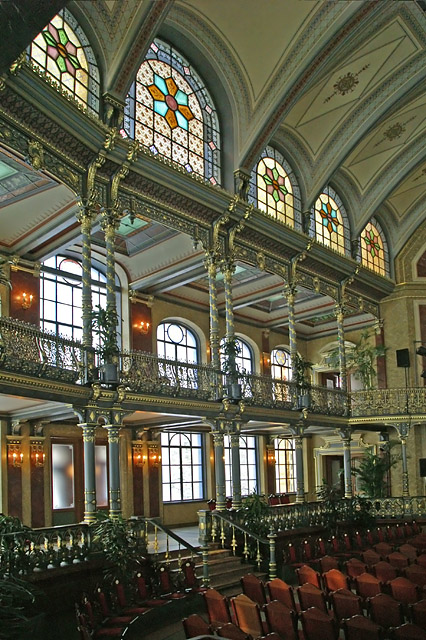
Theatersaal Parktheater im Kurhaustheater Göggingen (Aufnahme 2004)

Nach seiner Fertigstellung wurde das Kurhaustheater als Bauwunder bezeichnet. Charakteristisch für den Multifunktionsbau ist die Idee des zeittypischen Vergnügungs- und Kulturpalastes ähnlich dem Deutschen Theater in München oder dem Neues Schauspielhaus (Berlin-Schöneberg). Einzigartig ist das Kurhaus wegen der Kombination eines Wintergartens mit einem voll ausgestatteten Theater mit Orchestergraben. Eine solche Konstellation gab es nur noch in Leipzig, Paris und Blackpool, wobei das Kurhaus in Göggingen das einzig noch heute erhaltene ist.
Die Außenkonstruktion ist ein Massivbau mit hohem Glasanteil und im Innenraum eingestellten Gusseisenelementen. Für die zweigeschossige Fassade wurden Fertigornamente im Stil der Spätrenaissance verwendet. Begehbare Veranden am Gebäude sind Anleihen aus dem barocken Palastbau. Insgesamt zeigt sich die Anlage im Stil des Historismus des späten 19. Jahrhunderts, für welchen die Verwendung von Stilelementen aus diversen früheren Architekturepochen bezeichnend ist. Die angeschlossenen Flügelbauten sind als künstliche Parkgrotten gestaltet. Der umliegende Park ist im – für die Anlagezeit typischen – „gemischten Stil“ der sogenannten „Lenné-Meyer-Schule“ gestaltet, einer Kombination aus Elementen des französischen Barockgartens und englischen Landschaftsparks. Dazu werden im Sommer die tropischen Pflanzen aus dem Wintergarten ins Freie gebracht.
Im Innenraum wird das einfallende Tageslicht durch bunte Fensterglasscheiben gefiltert. Dabei entsteht ein Raumeindruck ähnlich dem in Bauten Ludwig II. Auch die innen verbauten aufwändig ornamentierten Säulen, Brüstungen, Fenster und die Deckenkonstruktion waren vorgefertigte Katalogteile. Die Farben und Goldfassungen wurden jedoch individuell vom Bauherrn und Architekt festgelegt.
Kurz nach der Eröffnung des Theaters veröffentlichte Leipziger „Illustrierte Zeitung“ vom 30. Oktober 1886 eine Beschreibung: „Der Zuschauerraum faßt etwa 800 Personen und ist zu gleich als Palmengarten angelegt. Ganz aus Stein, Glas und Eisen erbaut, besitzt derselbe eine Breite von 22 Mtr. bei einer Länge von 26 und einer Höhe von 18 Mtr. In seinem Erdgeschoß enthält der Palmengarten einen vertieften Raum als Parkett für die Zuschauer, welcher von drei Seiten mit einem Blumenbeet aus exotischen Pflanzen umgeben ist. Erhöht um dieses Blumenbeet liegen die Parterrelogen, welche ebenfalls mit Palmen geschmückt sind. Vom Parterre aus gelangt man mittels zweier Treppen in Eisenkonstruktion zum ersten Rang, welcher durch Blumenständer in einzelne Logen abgeteilt ist. Die an den Brüstungen durchgehenden Eisensäulen tragen die in Stein gewölbte Decke, welche sich in Stichkappen gegen die das Ganze abschließende Kuppel anlehnt. Diese Stichkappen resp. Gewölbe schließen auf den Säulen mittels großer Rundbogenfenster. Vom Fuße dieser Bogenfenster nach außen, die Decke des ersten Ranges bildend, ziehen sich ringsum Oberlichter in farbiger Einglasung, welche im Verein mit den Außenfenstern, die ebenfalls in farbigem Glase ausgeführt sind, dem Ganzen einen eigenartigen Anblick verleihen.“

## Geschichte

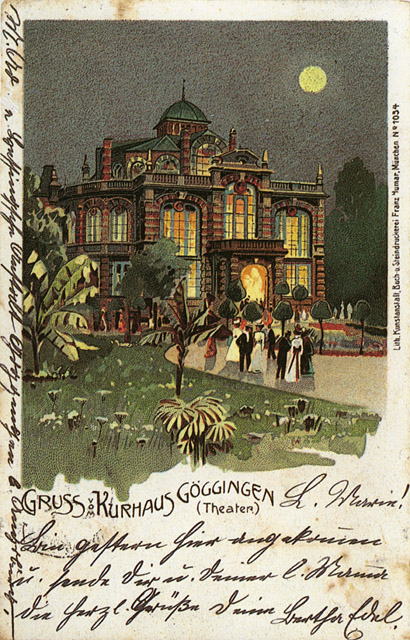
Postkarte von 1910

### Vorgeschichte
Friedrich Hessing erwarb das Grundstück am Klausenberg im Jahr 1869. Zunächst wurde der dort befindliche Bauernhof abgebrochen und ein dreiflügeliger Bau errichtet, der als Milchkuranstalt diente. In dieser Einrichtung wurden Schweizer Milchkühe gehalten, um die Patienten der Heilanstalt mit frischer Milch zu versorgen.

### Planung, Bau, Eröffnung und erste Jahre
Der Auftrag zu Planung und Umsetzung wurde von Hofrat Friedrich Hessing an das „Privat-Bau-Bureau/Jean Keller/Architekt und Civilingenieur Augsburg“ vergeben, wobei Wert auf die spezielle, oft körperlich beeinträchtigte Klientel gelegt wurde. So sollte zum Beispiel auch die obere Galerie mit dem Rollstuhl erreichbar und mit den Nebengebäuden barrierefrei verbunden sein. Nach nur 14 Monaten Bauzeit konnte das Gebäude 1886 fertiggestellt werden. Das Kurhaustheater fand internationale Beachtung. So beschrieb die Wiener Bauindustriezeitung das Haus als „Juwel der modernen Bauausführung“.
Das Theater feierte Premiere am 25. Juli 1886 mit der Operette Nanon, die Wirtin vom Goldenen Lamm von Richard Genée, Libretto F. Zell. Das Publikum setzte sich aus Patienten der Hessingschen Orthopädischen Heilanstalt und einer überregionalen Öffentlichkeit zusammen. Erster artistischer Leiter war bis 1890 der Schauspieler Carl Ritter von Carro. Der Veranstaltungskalender ist nur unvollständig bekannt, jedoch wurden während der Theatersaison zwischen Mai und September regelmäßig Stücke aufgeführt. Theaterzettel aus den Jahren 1921 und 1922 sind für die Staats- und Stadtbibliothek Augsburg nachgewiesen. Der Theaterbetrieb wurde dabei an freie Unternehmer verpachtet, während der angeschlossene Gastronomiebetrieb mit Gartenlokal von Hessing selbst betrieben und erst nach seinem Tod verpachtet wurde. Außerhalb der Theatersaison wurde das Kurhaus für Karnevalsbälle und ähnliche Veranstaltungen genutzt, eine Verwendung, die zunahm je mehr nach 1918 das großbürgerliche Publikum ausblieb. Schließlich fand das heutige Ticket-Haus als Billardsaal Verwendung.

### 1933–1945
Nutzungsänderungen ergaben sich erst in der Zeit des Nationalsozialismus. Das Kurhaustheater wurde jetzt vor allem für Lichtspiele und Tanzveranstaltungen im Rahmen der KdF-Gemeinschaft genutzt. Im Jahr 1942 fand ein erster Umbau hin zu einem Lichtspielhaus statt. Das sogenannte „Kurhauskino“ war beliebt bei der Bevölkerung Augsburgs, da es bei Luftangriffen mehr Sicherheit zu bieten schien als Kinos in der Innenstadt. Zu Ende des Krieges wurde das Gebäude nicht mehr öffentlich genutzt und unter anderem kurzzeitig als Kriegsgefangenenlager zweckentfremdet.
Nach Kriegsende 1945 beschlagnahmte die US-Armee das Gebäude und nutzte es vorübergehend als Truppenkino. Im Juli 1945 erfolgte die Übergabe an das Augsburger Landratsamt. Schon ab Oktober 1945 und noch unter Führung der Militärregierung organisierte das Augsburger Stadttheater unter Mitwirkung von Ralph Maria Siegel erneut einen Theaterbetrieb. Das Kurhaus wurde von der Bevölkerung schnell wieder angenommen.

### Niedergang
1951 verkaufte der Landkreis das Gebäude und den umliegenden Park an einen privaten Betreiber. Ab diesem Zeitpunkt wurde das Kurhaustheater als Kino und Café genutzt und mit Kegelbahnen nachgerüstet. Durch mehrere Umbauten in den folgenden Jahren wurde das Innere durch Einbauten und Verkleidungen wesentlich unkenntlich gemacht. Aufgrund mangelnder Rentabilität schloss der Kinobetrieb 1963 und es fanden nur noch einzelne Tanzveranstaltungen statt. Zu dieser Zeit war die prachtvolle Architektur mit ihrer Detailgestaltung gänzlich überdeckt, verbaut und in Vergessenheit geraten. Bezeichnend für die damalige Einschätzung ist die Behandlung in einem Handbuch der lokalen Kunstdenkmäler, wo dem Kurhaustheater ganze drei Zeilen (für die Anschrift und die Namen von Hessing und Jean Keller) eingeräumt werden, während die Kirche der Hessing-Stiftung (gleichfalls von Keller erbaut) in immerhin 23 Zeilen beschrieben wird.
Im Jahr 1971 wurde das Anwesen an eine Baufirma verkauft und das Kurhaustheater diente vorübergehend als Baulager. Die Entscheidung, es abzureißen und durch eine Wohnanlage zu ersetzen war bereits gefallen, doch kam es nicht mehr dazu.

### Brandschaden 1972

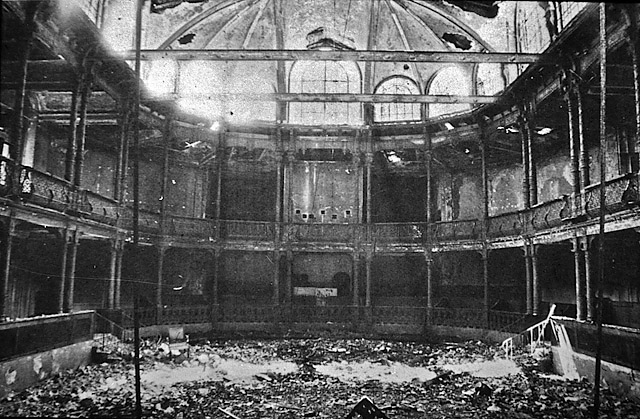
Zerstörtes Kurhaustheater 1972

Am 30. Oktober 1972 wurde das leerstehende Kurhaustheater durch ein von fünf Kindern im dunklen Saal zur „Ausleuchtung“ gelegtes Feuer schwer beschädigt. Die später eingebauten Verkleidungen und Zwischendecken verbrannten vollständig und es entstand erheblicher Schaden an der Bausubstanz. Allerdings wurde die ursprüngliche Innenarchitektur aus Eisen wieder freigelegt. Bau- und Kunsthistoriker erkannten die Einmaligkeit dieses Bauwerks. Aufgrund des medialen Interesses und der Beachtung in der Bevölkerung wurde von den Abrissplänen Abstand genommen. Schon im nächsten Jahr wurde das Kurhaustheater bei der Erfassung des Denkmalbestandes nach dem neuen Bayerischen Denkmalschutzgesetz in das Denkmalverzeichnis aufgenommen. Trotzdem blieb das beschädigte Gebäude zunächst den Witterungseinflüssen ungeschützt ausgesetzt.

### Wiederaufbau und Neueinweihung 1996/98

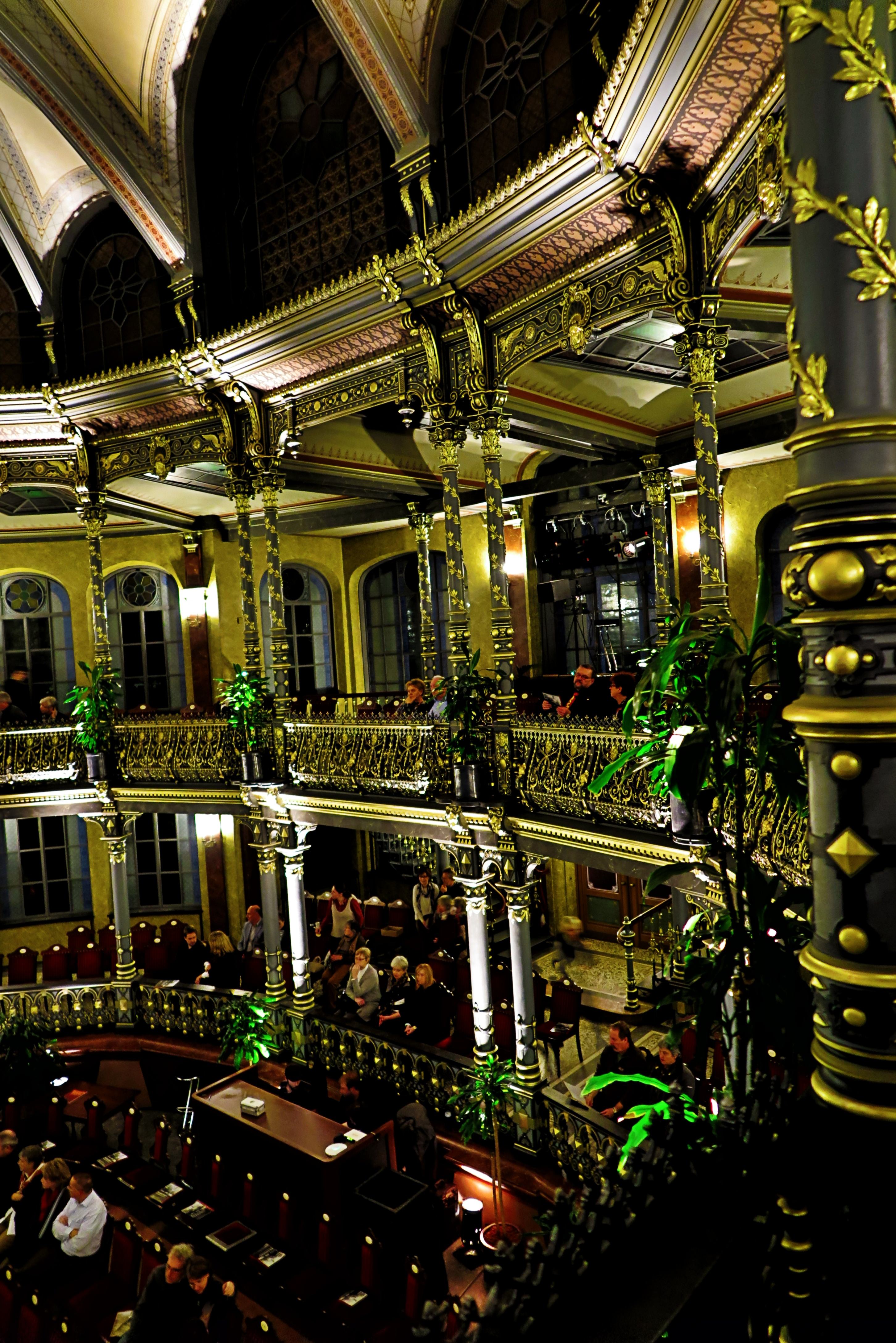
Rückwärtiger Zuschauerraum

1974 konnte die Stadt Augsburg nach langen Verhandlungen das Kurhaustheater zurück erwerben. Daraufhin wurden als Sofortmaßnahme eine statische Sicherung sowie eine Dachschalung installiert. Die als konservatorische Maßnahme durchgeführte Sandstrahlung und anschließende Feuerverzinkung der stark korrodierten Gusseisenkonstruktion vernichtete wertvolle Hinweise auf die historische Farbgebung und Dekors. Ebenfalls wurden die zugemauerten Fenster wieder geöffnet. Eine umfassende Sanierung fand jedoch nicht statt. Erst 1978 wurden zusätzliche Sicherungen und ein Schutzgerüst gegen Schlagregen angebaut. Zur 1990 begonnenen vollumfängliche Sanierung hatten die Stadt Augsburg und der Bezirk Schwaben 1988 einen Sanierungszweckverband gegründet. Ziel der Sanierung war eine „originalgetreue Wiederherstellung“ bei gleichzeitiger Umnutzung zu einem Veranstaltungszentrum, was als „bewegliches Nutzungskonzept mit einer Präferenz für Theateraufführungen“ bezeichnet wurde. Andere Überlegungen – im Gespräch waren unter anderem eine Spielbank, ein Luxusbad oder eine universitäre Einrichtung – kamen nicht zum Tragen.
Das Kurhaustheater und der Westflügel konnten am 2. Februar 1996 wiedereröffnet werden. Die Schlusseinweihung fand 1998 statt. Unter der Leitung des städtischen Hochbauamts lag die Planung in den Händen des Architekturbüros von Egon Georg Kunz aus Augsburg, der auch 20 Jahre später noch durch sein Projekt führte. Wesentliche Verantwortung trug auch der Technische Leiter im Kurhaustheater Göggingen, Josef Teufelhart. Die Baukosten von 25 Millionen DM (Stand 1996) teilten sich die Stadt Augsburg, der Bezirk Schwaben und das Land Bayern aus Mitteln der Städtebauförderung und der Denkmalpflege. Sanierung und Umnutzung sind in Publikationen dokumentiert.
Bei einem Unwetter kam es im Juni 2021 zu einem Wassereintritt auf der Westseite des Hessingflügels. Der entstandene Wasserschaden hatte allerdings keinen Einfluss auf die Nutzung und wurde zwischen 2023 und 2024 wieder vollständig beseitigt.

## Nutzung heute
Das Kurhaustheater wird von der Kurhaustheater GmbH, Parktheater im Kurhaus Göggingen für Sprech- und Musiktheater, Konzerte, Revuen, Varietés, Bälle, Konferenzen, Tagungen, Firmenjubiläen, Modepräsentationen und Hochzeitsfeiern genutzt und vermarktet. Eine private Anmietung ist möglich. Außerhalb von Veranstaltungen kann das Kurhaus und der angrenzende Park jeden Tag kostenlos von 9.00–18.00 Uhr besichtigt werden. In den Nebengebäuden befinden sich Büros, Kartenverkauf sowie ein Restaurant. Während der Weihnachtszeit wird das Ambiente des Kurhaustheater-Innenhofes für einen Weihnachtsmarkt genutzt. Der ursprünglich dreiflüglige Bau der ehemaligen Milchkuranstalt (sog. Milchhof) ist nicht mehr Bestandteil der Anlage. Die letzte Sanierung des Gebäudes fand 2010 statt.
Auf einem an den Park angrenzenden und zugänglichen Grundstück befindet sich der so genannte Gögginger Römerturm.